# Palais Civena
Le Palais Civena (en italien : Palazzo Civena) est une résidence urbaine d'Andrea Palladio sise à Vicence, dans la province homonyme et la région Vénétie, en Italie.
Premier palais de ville conçu par l'architecte vicentin, il est construit pour les frères Giovanni Giacomo, Pier Antonio, Vincenzo et Francesco Civena.

## Historique

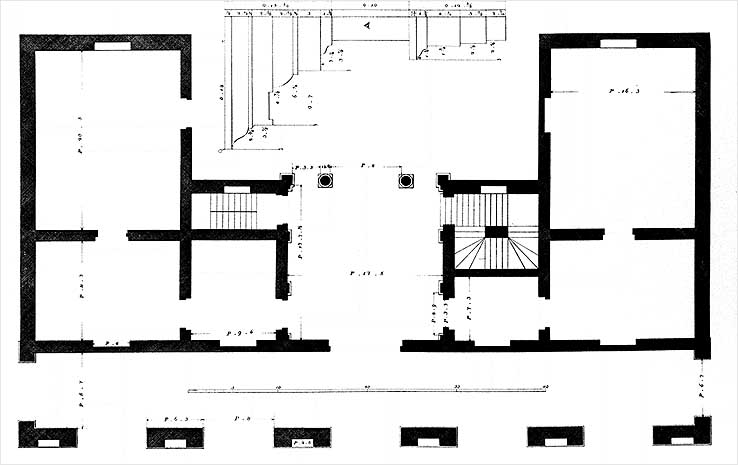
Plan d'Ottavio Bertotti Scamozzi, 1776.

La date 1540 gravée sur le médaillon de fondation et conservée au Museo Civico de Vicence est l'année de la pose de la première pierre. Le bâtiment est probablement terminé vingt-quatre mois plus tard, soit un semestre avant le début du chantier de construction du grand palais Thiene, également sis à Vicence. L'histoire du palais est toutefois malheureuse ; lourdement modifié par Domenico Cerato en 1750, il est à moitié détruit par des bombardements alliés lors de la Seconde Guerre mondiale, comme le théâtre Eretenio qui lui était voisin, puis reconstruit.

## Description
Le palais Civena n'est pas inscrit dans les Quatre Livres de l'architecture, publiés en 1570 mais les différentes alternatives élaborées sont illustrées par plusieurs dessins autographes de Palladio.
L'actuelle distribution des pièces n'est pas la solution définitive choisie par Palladio mais le résultat de la lourde intervention de Cerato qui a prolongé l'entrée et modifié l'escalier. La planimétrie d'origine peut néanmoins être reconstituée grâce à un plan publié par Ottavio Bertotti Scamozzi en 1776 et obtenu, selon ses dires, des propriétaires de cette période : le regroupement des pièces en deux noyaux de part et d'autre de l'entrée, avec une serlienne utilisée comme un filtre vers l'environnement extérieur, est très proche des projets des villas palladiennes contemporaines.
Compte tenu de la date précoce de son projet, le palais Civena est un précieux témoignage de l'activité de jeunesse de Palladio et de sa culture architecturale avant son 1er voyage déterminant à Rome, en 1541. Comme la villa Trissino à Cricoli, l'édifice marque une fracture avec la pratique constructive vicentine : à la traditionnelle polifora (it) du centre de la façade se substitue une séquence régulière de travées, rythmée par des pilastres doublés, de faible épaisseur. À cet égard, Palladio s'inspire évidemment des palais romains du XVIe siècle, mais il est clair qu'il ne s'agit pas d'une connaissance directe : la façade de l'édifice semble découpée d'une feuille de papier, dénuée de réelle consistance plastique. Par ailleurs, tous les éléments du langage architectural dérivent des modèles vénitiens, et non pas romains, en premier lieu les édifices réalisés par Giovanni Maria Falconetto à Padoue.

## Galerie

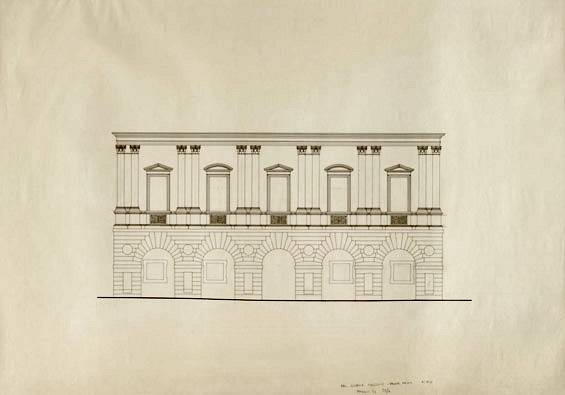
Façade principale (Andrzej e Ewa Pereswet Soltan, 1977)
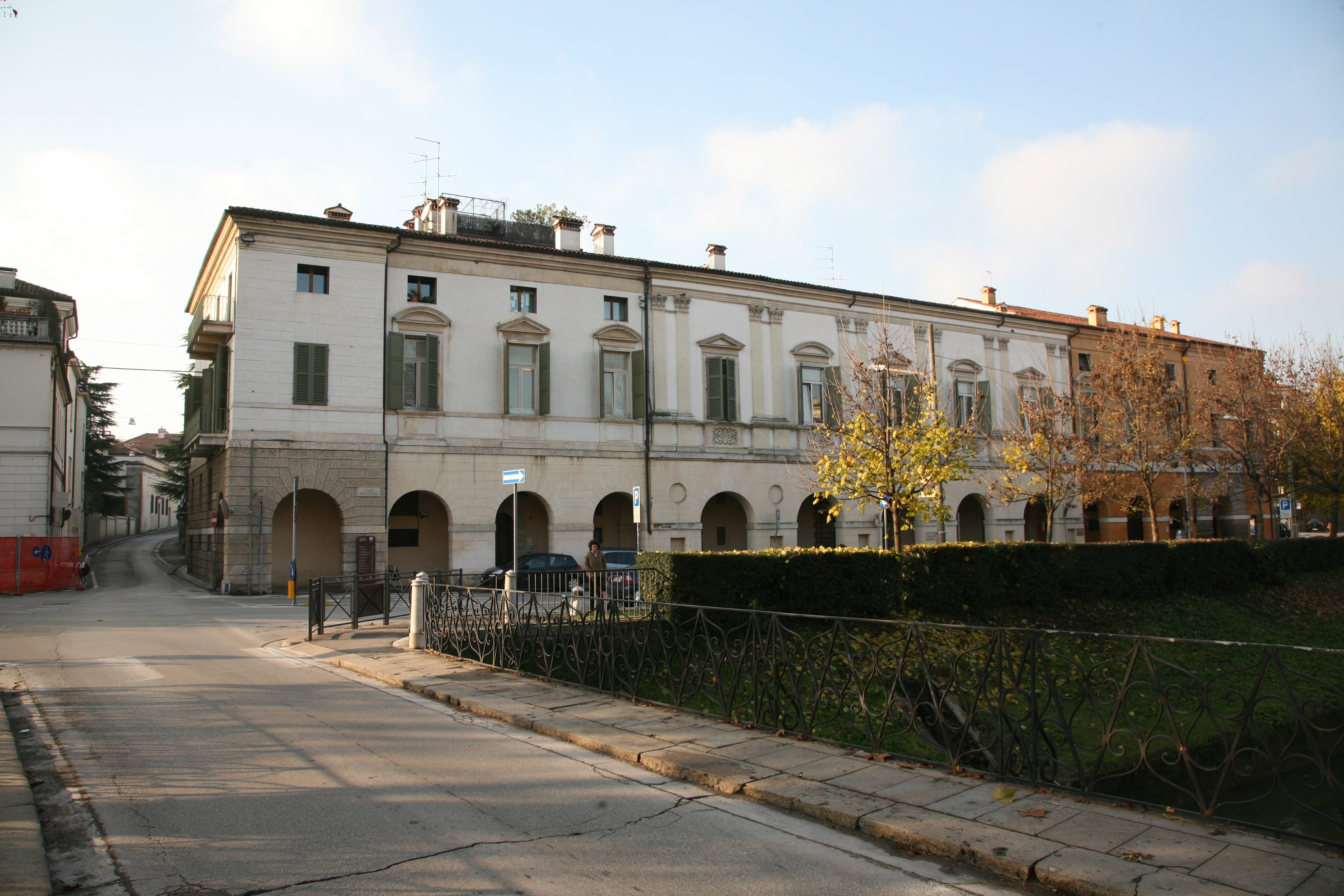
Façade principale

## Sources et références
- (it) Cet article est partiellement ou en totalité issu de l’article de Wikipédia en italien intitulé « Palazzo Civena » (voir la liste des auteurs) dans sa version du 6 juin 2009. Il est lui-même issu du texte relatif au palais Civena, sur le site du CISA, lequel a autorisé sa publication (cf  tkt #2008031210017761)